# (22771) 1999 CU3
1999 CU3 (asteroide 22771) é um APL. Possui uma excentricidade de 0.52408869 e uma inclinação de 11.39903º.
Este asteroide foi descoberto no dia 10 de fevereiro de 1999 por LINEAR em Socorro.